# بيتر مولر (سياسي)
بيتر مولر (بالألمانية: Peter Müller)‏ (مواليد 25 سبتمبر 1955 في إيلينغن، محمية سار)، محامي وقاضي وسياسي ألماني ينتمي إلى الاتحاد الديمقراطي المسيحي (CDU). شغل من عام 1999 إلى عام 2011 منصب رئيس وزراء ولاية سارلاند، حيث شغل أيضاً منصب رئيس البوندسرات في 2009/2008. في ديسمبر 2011 اُنتخب مولر قاضياً في المحكمة الدستورية الألمانية.

## مناصب
- انتخب قاضي لدى المحكمة الدستورية الألمانية (19 ديسمبر 2011 – 30 سبتمبر 2023).
- انتخب رئيس البوندسرات (1 نوفمبر 2008 – 31 أكتوبر 2009).
- انتخب عضو مجلس الشورى الموحد سارلاند.
- انتخب عضو في البوندستاغ الألماني خلال فترته النيابية  [لغات أخرى]‏ (18 أكتوبر 2005 – 25 نوفمبر 2005).

## روابط خارجية
- بيتر مولر (سياسي) على موقع مونزينجر (الألمانية)